# World Behind My Wall
World Behind My Wall è il secondo singolo del gruppo musicale tedesco dei Tokio Hotel, pubblicato dall'etichetta discografica Universal in Germania nella lingua locale con il titolo Lass Uns Laufen l'8 gennaio 2010 e nel resto del mondo in inglese il 22 dello stesso mese.